# وادی سیدنا
وادی سیدنا یک خشک‌رود (وادی) در سودان است که در خارطوم واقع شده‌است. وادی سیدنا ۳۸۳ متر بالاتر از سطح دریا واقع شده‌است.